# Singspiel
Singspiel (literalmente, "peça cantada", plural singspiele Pronúnciaⓘ) é uma forma de drama musical em alemão, tida como um subgênero da ópera. Caracteriza-se pelo diálogo falado, alternado com conjuntos, canções, baladas e árias — que podem assumir formas mais líricas, estróficas, ou mais semelhantes a peças folclóricas. De acordo com a edição de 1908 do Grove's Dictionary of Music, a principal diferença entre a ópera e o singspiel é: "[O singspiel] de maneira alguma exclui o recitativo ocasional no lugar do diálogo falado, porém o momento que a música auxilia a desenvolver o epílogo dramático tem a ver com a ópera e não com o singspiel."

## Origens
Alguns dos primeiros singspiele eram peças de mistério em alemão, onde o diálogo era intercalado com trechos cantados. No início do século XVII, quando as peças de mistério haviam se tornado profanas, a palavra singspiel passou a ser usada nas impressões, e Singspiele seculares também passaram a ser executados, tanto por meio de empréstimos traduzidos ou imitações de peças e canções em inglês e italiano, ou em criações originais em alemão.
No século XVIII alguns Singspiele eram traduções de ballad operas inglesas; em 1736 o embaixador da Prússia na Inglaterra comissionou uma tradução da ballad opera The Devol to Pay, que foi muito executada na década seguinte em Hamburgo e Leipzig. Uma versão posterior da mesma obra foi feita por Johann Adam Hiller e C. F. Weisse, em 1766 (Der Teufel ist los oder Die verwandelten Weiber), primeira de uma série de colaborações que levaram Hiller e Weisse a serme chamados de "os pais do singspiel alemão". Óperas cômicas em francês (Opéra comique) também eram costumeiramente traduzidas para o alemão. 
Singspiele eram considerados uma forma de entretenimento popular, e eram executados por trupes viajantes, e não por companhias estabelecidas em centros metropolitanos. Suas tramas eram geralmente de natureza cômica ou romântica, e frequentemente incluíam elementos de magia, criaturas fantásticas e caracterizações exageradas do bem e do mal.

## Desenvolvimento
Mozart compos diversos Singspiele: Bastien und Bastienne (1768), Zaide (1780), Die Entführung aus dem Serail (O Rapto do Serralho, 1782), Der Schauspieldirektor (1786), e, finalmente, a sofisticada Die Zauberflöte (A Flauta Mágica, 1791).
Os temas sobre os quais se centravam os singspiele evoluíram com o tempo; embora a tragédia fosse um motivo menos frequente do que a comédia, o romance ou a fantasia, a maioria das obras do gênero que ainda fazem parte do cânone operático moderno são aquelas que falam sobre assuntos mais sérios, como Fidelio, de Beethoven, ou Der Freischütz (O Franco-Atirador), de Carl Maria von Weber.
O singspiel é o ancestral direto das operetas de Franz von Suppé, Johann Strauss II e seus sucessores. O singspiel também teria antecedido a ópera romântica alemã, e muitos dos compositores do gênero, como Beethoven e Weber, abriram caminho para o estilo operático mais complexo associado com Wagner, Richard Strauss e outros. Como resultado desta evolução, no entanto, o singspiel propriamente dito deixou de estar presente no repertório do século XX — com a exceção de seu uso feito por alguns compositores de opereta. Em 1927 Kurt Weill criou um novo termo, Songspiel, para descrever e intitular sua obra, Mahagonny.